# Никола Јовановић (фудбалер)
 Никола Јовановић (Цетиње, 18. септембра 1952) бивши је југословенски фудбалер, који је играо на позицији одбрамбеног играча.

## Биографија и каријера
Професионалну каријеру започео је 1975. године у Црвеној звезди, где је био један од најуспешнијих играча. За Црвену звезду одиграо је 179 утакмица и постигао 11 голова. Са Црвеном звездом учествовао је у освајању три шампионске титуле, 1972/73, 1976/77 и 1979/80. године. За први тим Црвене звезде дебитовао је 12. марта 1972. године у Скопљу против Вардара. Током сезоне 1972/73 најчешће је играо леву полутку у шампионату Југославије, док је у купу Југославије 1973. године играо на позицији десног бека. Због тешке повреде пропустио је сезону 1974/75. Наредне сезоне одиграо је само један лигашки меч, а затим отишао у војску. У сезони 1978/79 играо је на позицији десног бека и одиграо 10 мечева за Црвену звезду, до финала Купа УЕФА 1979. године.
Од 1980. године играо је за Манчестер јунајтед и тако постао први страни фудбалер икада у том клубу. Пре него што је потписао за Манчестер јунајтед, одбио је понуду Бајерн Минхена. Прешао је за суму од 300.000 фунти из Црвене звезде у Манчестер јунајтед, међутим крајем прве сезоне имао је проблеме са леђима, па се вратио у СФРЈ. У периоду од 1981. до 1982. године био је на позајмици у Будућност Подгорици, а од 1982. до 1986. године био званични члан тог клуба, где је и завршио каријеру, због проблема са леђима.
За фудбалску репрезентацију Југославије одиграо је седам утакмица и био део тима на Светском првенству 1982. године. За национални тим дебитовао је 1. априла 1979. године против репрезентације Кипра. Играо је на Светском првенству 1982. године у Шпанији, када је наступио на сва три меча, укључујући и свој последњи за национални тим, 24. јуна 1982. године против репрезентације Хондураса.
Данас са породицом живи у Менгешу у Словенији. Једно време био је спортски директор Домжала и подгоричке Будућности.